# Saillon
Saillon (toponimo francese; in tedesco Schellon, desueto) è un comune svizzero di 2 541 abitanti del Canton Vallese, nel distretto di Martigny.

## Storia
Dal suo territorio nel 1820 fu scorporata la località di Leytron, divenuta comune autonomo.

## Monumenti e luoghi d'interesse

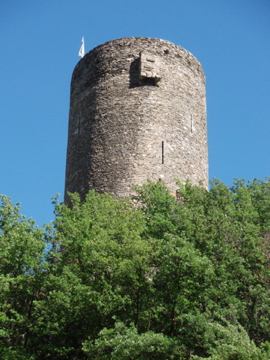
La torre Bayart

- Chiesa parrocchiale cattolica di San Lorenzo, eretta nell'VIII-IX secolo e ricostruita nel 1740[1];
- Torre Bayart, eretta nel 1261-1262[1]

## Società

### Evoluzione demografica
L'evoluzione demografica è riportata nella seguente tabella:
Abitanti censiti

## Amministrazione
Ogni famiglia originaria del luogo fa parte del cosiddetto comune patriziale e ha la responsabilità della manutenzione di ogni bene ricadente all'interno dei confini del comune.